# Гран-при Швейцарии (женская велогонка)
Гран-при Швейцарии (фр. Grand Prix de Suisse) — шоссейная однодневная велогонка, проходившая по территории Швейцарии с 1997 по 2009 год.

## История
Гонка была создана в 1997 году. На протяжении всей своей истории несколько раз меняла своё название, которое в разных источниках может отличаться для одного и того же года.
Дебютная гонка состояла из двух этапов и была проведена в рамках национального календаря под названием Гран-при Вильгельма Телля (фр. Grand Prix Guillaume Tell) одновременно с мужской гонкой Гран-при Вильгельма Телля.
На следующий 1998 год под тем же названием, но став однодневной вошла в календарь только что созданного Женского мирового шоссейного кубка UCI в качестве заключительной гонки. Гонка 1999 года может упоминаться как англ. Women's World Cup Embrach.
С 2000 года сменила название на Гран-при Швейцарии (фр. Grand Prix de Suisse), а с 2001 года перестала быть заключительной гонкой Кубка.
Затем последовал перерыв в проведение гонки. Она была возобновлена в 2008 и 2009 годах под названием Züri Metzgete с нем. — «Цюрихская мясорубка», но проходила уже не в рамках Кубка. Это же название являлось полуофициальным для мужской гонки Чемпионат Цюриха.
Маршрут гонки проходил в окрестностях городов в Оберэмбраха, Эмбраха и Цюриха и представлял собой круг протяжённостью от 20 до 21,5 км, который преодолевали 6 раз. Общая дистанция составляла примерно 120 км.
Под названием Гран-при Швейцарии, но в формате индивидуальной гонки также проводились мужская (с 1948 по 1955 год) и женская (с 2001 по 2010 год) гонки.

## Призёры
| Год  | Победитель          | Второй               | Третий            |
| ---- | ------------------- | -------------------- | ----------------- |
| 1997 | Ивонн Шнорф         | Шанталь Докур        | Николь Брендли    |
| 1998 | Зульфия Забирова    | Эльсбет ван Рой-Винк | Жита Урбонайте    |
| 1999 | Анна Уилсон         | Ханка Купфернагель   | Аренда Гримберг   |
| 2000 | Пиа Сандстедт       | Фабиана Луперини     | Мирьям Мельхерс   |
| 2001 | Сюзанн Юнгског      | Фабиана Луперини     | Эдита Пучинскайте |
| 2002 | Светлана Бубненкова | Симона Паренте       | Приска Доппман    |
| 2008 | Джорджа Бронцини    | Татьяна Гудерцо      | Фабиана Луперини  |
| 2009 | Дженифер Хол        | Джессика Шнеебергер  | Моника Холлер     |